# Smoke It Up
Smoke It Up es un EP del cantante, compositor, y ex estrella de Nickelodeon, Drake Bell. El EP fue producido por Tank God, que ha realizado colaboraciones con Post  Malone; por Cassius Clay que ha trabajado con Rich The Kid y por Kid Kaze, quien trabajó con Lil Xan. Se lanzó de manera independiente bajo un nuevo género que Drake experimentó
Las canciones fueron escritas por Drake y grabadas durante 2018, con el fin de explorar ritmos más urbanos.

## Información de canciones
Las canciones fueron promocionadas en el podcast de Adam22 previas a su lanzamiento.
Comin' Back For You cuenta con la participación de Lil Mama y de  Josh Dun de Twenty One Pilots, además que fue producida por Tank God, el mismo productor de rockstar de Post Malone.

## Lista de canciones
| N.º | Título                | Escritor(es) | Duración |  |
| 1.  | «Smoke It Up»         | Drake Bell   | 2:58     |  |
| 2.  | «The Plan»            | Bell         | 2:48     |  |
| 3.  | «Comin' Back For You» | Bell         | 2:59     |  |